# IVC Evidensia
IVC Evidensia Ltd är en internationell veterinärvårdsgrupp baserad i Storbritannien, som uppstod genom sammanslagningen av IVC och Evidensia 2017. IVC Evidensia driver veterinärkliniker och mottagningar i 19 europeiska länder. Enligt IVC Evidensia finns det cirka 2300 anläggningar med 28000 anställda som genomför cirka 6,5 miljoner behandlingar årligen. 

## Historik
Evidensia är sedan 2014 en del av svenska EQT Partners AB. EQT är majoritetsägare, Nestlé -gruppen ökade sin minoritetsandel i februari 2021, samtidigt som Silver Lake- gruppen gick med.
I början av 2022 fick Evidensia-gruppen ett visst medieintresse genom förvärvet av Tysklands största veterinärklinik, eftersom det federala kartellkontoret var inblandat i detta ärende, på grund av sin årliga omsättning.

## Länkar
- IVC Evidensias hemsida